# أميمة محمد
أميمة محمد جبريل النقر وتشتهر أميمة جبريل عداءة سودانية ولدت في تاريخ 5 يناير 1985

## الميلاد والنشأة
وُلدت أميمة في السودان، وكانت منذ صغرها تهتم بالرياضة وتظهر فيها مهارات عالية. بدأت تدريباتها في سن مبكرة وظهرت بوادر موهبتها في مجالات مختلفة من الرياضة.

## المسيرة المهنية
رياضية عداءة سريعة و لاعبة كرة السلة، والقدم أيضا تمارس السباحة والملاكمة وكرة القدم، حصلت على العديد من الجوائز والميداليات مثلت السودان في أولمبياد سيدنى بأستراليا المقام في العام 2000 و خاضت المنافسة في سباق الـ 400 ، تدرجت حتى أصبحت حكم لكرة السلة.
حصلت على العديد من الجوائز والميداليات في مختلف البطولات الإقليمية والدولية

## مناصب شغلتها
إلى جانب مسيرتها الرياضية، شغلت أميمة مقعد ممثل اللاعبين الأولمبيين في مجلس إدارة اللجنة الأولمبية السودانية خلال الفترة من 2000 إلى 2004،
وكانت عضوًا في المكتب التنفيذي للجنة الأولمبية السودانية في نفس الدورة. كما شاركت في عدة دورات تدريبية في مجالات مختلفة، بما في ذلك ألعاب القوى، القوس والسهم، المصارعة، وكرة السلة.

## البطولات
1. بطولة شرق ووسط أفريقيا القاهرة في العام 1996
2. بطولة شرق وسط إفريقيا أثيوبيا ونالت الميدالية البرونزية

## روابط خارجية
- أميمة محمد على موقع الاتحاد الدولي لألعاب القوى (الإنجليزية)
- أميمة محمد على موقع أوليمبيديا (الإنجليزية)